# Epitola azurea
Epitola azurea är en fjärilsart som beskrevs av Jackson 1962. Epitola azurea ingår i släktet Epitola och familjen juvelvingar. Inga underarter finns listade i Catalogue of Life.